# Лозове (Воронезька область)
Лозове (рос. Лозовое) — населений пункт у Верхньомамонському районі Воронезької області Російської Федерації.
Населення становить 1657 осіб. Входить до складу муніципального утворення Лозівське 1-е сільське поселення.

## Історія
Населений пункт розташований у межах українського історико-культурного регіону Східної Слобожанщини. До Перших визвольних змагань належав до Воронезької губернії.
Від 1928 року належить до Верхньомамонського району, спочатку в складі Центрально-Чорноземної області, а від 1934 року — Воронезької області.
Згідно із законом від 15 жовтня 2004 року входить до складу муніципального утворення Лозівське 1-е сільське поселення.

## Населення
| 2010  | 2012  | 2013  | 2014  | 2015  | 2016  | 2017  |
| ----- | ----- | ----- | ----- | ----- | ----- | ----- |
| 1220  | ↘1167 | ↘1128 | ↗1874 | ↘1795 | ↘1747 | ↘1685 |
| 2018  |       |       |       |       |       |       |
| ↘1657 |       |       |       |       |       |       |

## Люди
В селі народився Агібалов Василь Іванович (1913—2002) — український скульптор.